# Sebalter
Себастьяно Пау-Лессі (італ. Sebastiano Paù-Lessi) відомий як Sebalter (нар. Тічино, Швейцарія) — швейцарський співак. Представлятиме Швейцарію на пісенному конкурсі Євробачення 2014 у Копенгагені, Данія, з піснею «Hunter of Stars».